# Varde-Grindsted Jernbane
Varde-Grindsted Jernbane (VaGJ, efter 1957 ændret til VGJ) var en dansk privatbane mellem Varde og Grindsted (1919-72).

## Historie
Den store jernbanelov fra 1908 indeholdt en privatbane Tistrup-Grindsted. Det blev ved lov af 29. april 1913 ændret til Varde-Grindsted. Eneretsbevilling blev udstedt 4. juni 1915, og anlægget blev påbegyndt i foråret 1916.
Banen var optaget på Varde station og havde i østenden af DSB's terræn sin egen remise med 3, senere 4 lokomotivpladser og fra 1926 en motorvognsremise. Remisebygningen var bygget sammen med et vandtårn og banens værksteder. Foran var der drejeskive, kulgård med tipvognsspor og galgekran til kulforsyningen. Banen var også optaget på Grindsted station og havde her egen perron, omløbsspor, drejeskive og tosporet remise med overnatningsrum.

## Strækningsdata
- Indviet: 12. april 1919
- Længde: 44,3 km
- Sporvidde: 1.435 mm
- Skinner: 22,45 kg/m
- Akseltryk: 11 t
- Maks. stigning: 10 ‰
- Mindste kurveradius: 300 m
- Maks. hastighed: 70 km/t
- Nedlagt: 31. marts 1972

## Standsningssteder
Stationsbygningerne blev tegnet af Axel Preisler. De var oprindeligt ens undtagen Gravlund, der var lidt mindre fordi det var den eneste, der ikke havde postekspedition. På alle stationer var hovedbygningen sammenbygget med et smallere udhus med loggia, toiletter, vaskehus m.v.
Banens oprindelige trinbrætter havde lukkede læskure, der fandtes i 3 typer: den mindste med pyramidetag, den mellemste med valmtag og den største med valmtag og rigtige vinduer i stedet for glughuller. Alle stationer havde et grundmuret varehus og ved sidesporet en svinefold af træ og en siderampe af beton. Sidesporet havde sporskifte i begge ender, men kun Ansager, der var den normale krydsningsstation, havde et egentligt omløbsspor med egen perron.
- Varde station i km 0,0 – forbindelse med Esbjerg-Struer-banen og Varde-Nørre Nebel-Tarm Jernbane.
- Gellerup trinbræt i km 2,8 fra starten af 1960'erne.
- Skonager trinbræt i km 5,4 (pyramidetag). Officielt nedlagt og erstattet af Gellerup i starten af 1960'erne. men fortsatte uofficielt.
- Næsbjerg station i km 7,7 med privat pakhus.
- Biltoft trinbræt i km 9,7 (pyramidetag). Havde sidespor i 1930'erne.
- Øse trinbræt i km 12,6 (vinduer). Havde sidespor til Sønderskov teglværk i 1930'erne.
- Nordenskov station i km 14,8.
- Bolhede trinbræt i km 16,3 (valmtag). Havde sidespor i 1930'erne.
- Abildhede trinbræt i km 17,4 fra slutningen af 1930'erne (halvtag).
- Gravlund station i km 19,3. Havde traktorremise og 2 km sidespor til Haltrup teglværk i 1930'erne. Senere nedrykket til trinbræt.
- Ansager station i km 23,5 med sidespor til foderstofforretning og svineslagteri. Stationsbygning og varehus blev senere udvidet.
- Mølby Kro trinbræt i km 26,5 med perron og læskur (valmtag) på begge sider af Varde-Grindsted landevejens overskæring.
- Mølby station i km 28,4 med privat pakhus og transportør over banen mellem silo og kornlager. Lå i byen Skovlund, men blev opkaldt efter Mølby bro og kro for at undgå forveksling med Skovlunde i København.
- Adelvej trinbræt i km 29,7 (valmtag).
- Tyndkær trinbræt i km 31,2 (vinduer). Havde sidespor i 1930'erne.
- Eg station i km 35,4. Havde smalsporsbane til Urup tørvefabrik, remise og høj rampe fra 1918 til midt i 1920'erne.
- Jerrig trinbræt i km 38,0 fra slutningen af 1930'erne uden læskur.
- Loft trinbræt i km 40,2 (vinduer). Havde måske sidespor i 1930'erne.
- Bygvænget trinbræt i km 43,2 fra omkring 1960 inde i Grindsted by uden læskur.
- Grindsted station i km 44,3 – forbindelse med Diagonalbanen, Vejle-Vandel-Grindsted Jernbane og Troldhede-Kolding-Vejen Jernbane.

### Bevarede stationsbygninger
Stationsbygningerne er revet ned i Næsbjerg og Nordenskov. Gravlund Station er bevaret – dog uden udhuset – på Varde Landevej 32, men ejeren har frabedt sig billeder af den på nettet.
- Ansager: Stationsvej 3
- Mølby: Syrenvej 15
- Eg: Eg Mejerivej 10

## Nedlæggelsen
1. april 1952 fik banen samme direktør som Varde-Nørre Nebel Jernbane (VNJ), og VGJ's hovedkontor blev flyttet til Varde Vestbanegård. 1. april 1953 blev der også etableret værkstedsfællesskab mellem de to baner. Det var nødvendigt at spare: fra 1950 havde banen konstant underskud og passagertallet dalede. Godsmængden faldt til en sjettedel af det oprindelige, og i 1959 havde banen kun 2 godsvogne tilbage. Banen overlevede dog Privatbanekommissionens betænkning i 1954 og fik flere gange forlænget garantiperioden, men kommunerne begyndte at protestere.
I Grindsted, der var et af Danmarks største jernbaneknudepunkter med jernbane i 6 retninger, blev de andre baner nedlagt: Vandelbanen i 1957 og Troldhedebanen i 1968. I 1970, da også Diagonalbanen stod foran nedlæggelse, forsøgte VGJ forgæves at få lov til at overtage strækningen Grindsted-Bramming, der skulle fortsætte som godsbane. Så VGJ måtte også stoppe 31. marts 1972. I løbet af året blev skinnerne taget op, og det meste af banetracéet blev solgt til lodsejerne.

## Strækninger hvor banetracéet er bevaret
6 km af banens tracé er bevaret og tilgængeligt.
- I udkanten af Varde
- Skinner i skoven øst for Varde
- Øst for Knoldeflodvej i Næsbjerg
- Sydvest for Heagervej i Nordenskov
- Banedæmning nord for Abildhede
- Gennem Ansager Plantage
- Over Ansager Å inde i Ansager
- Fra Grønningen til Grindsted Station